# Pyranthus ambatoana
Pyranthus ambatoana är en ärtväxtart som först beskrevs av Henri Ernest Baillon, och fick sitt nu gällande namn av Du Puy och Jean-Noël Labat. Pyranthus ambatoana ingår i släktet Pyranthus och familjen ärtväxter. Inga underarter finns listade i Catalogue of Life.